# Helong Stadium
Helong Stadium (chiń. upr. 贺龙体育场; chiń. trad. 賀龍體育場; pinyin Hèlóng Tǐyùchǎng) – wielofunkcyjny stadion położony w Chinach, w prowincji Hunan, w miejscowości Changsha. Nazwa pochodzi od komunistycznego wojskowego, He Longa, który urodził się w tej samej prowincji.
Stadion jest głównie wykorzystywany do rozgrywania meczów piłkarskich. Pojemność obiektu wynosi 55 000 osób, z czego wszystkie miejsca są siedzące i znajdują się pod dachem. Jest siedzibą lokalnego klubu Guangzhou R&F FC.